# Heilige Maagd Mariakerk (Willemstad)

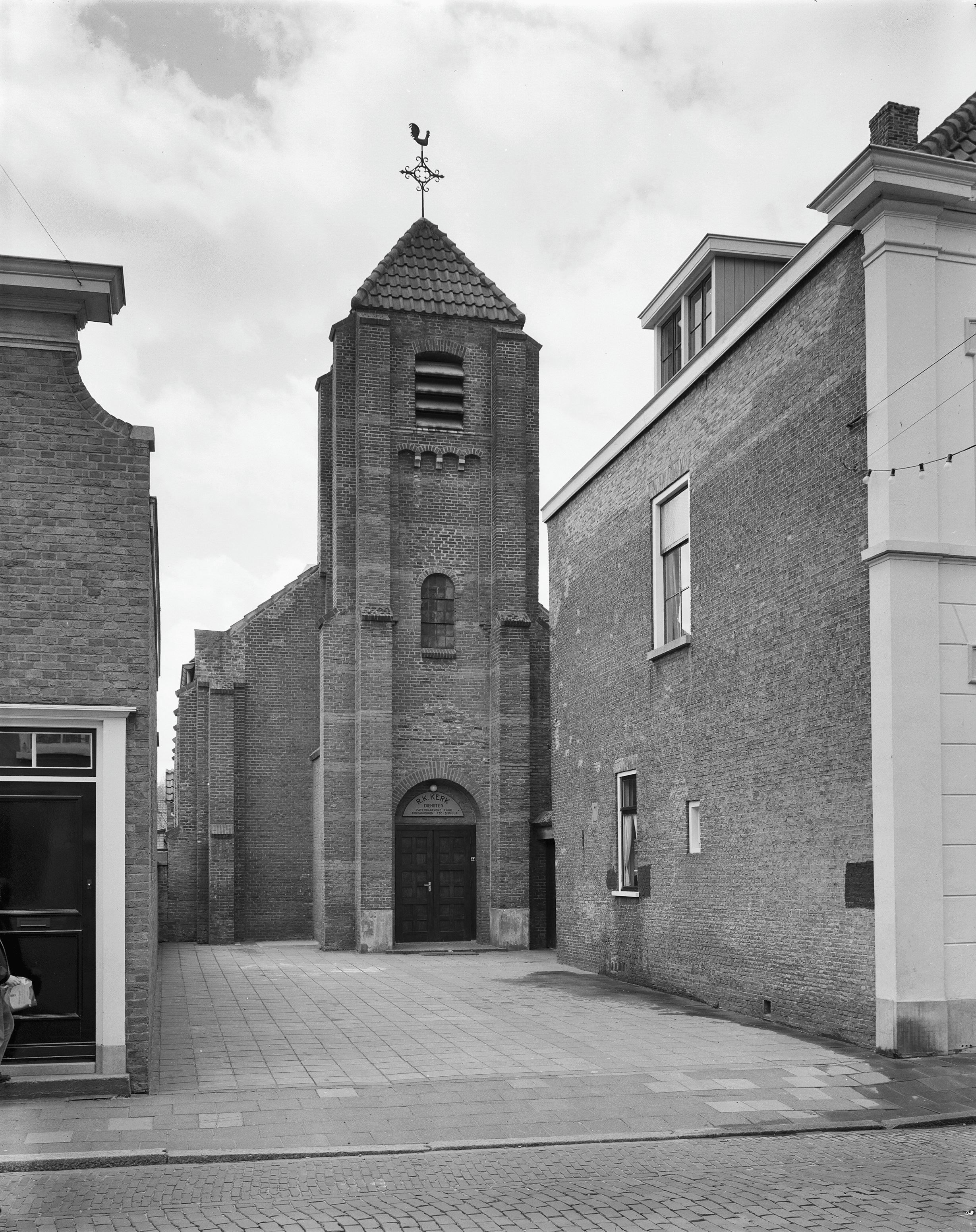
Heilige Maagd Mariakerk

De Heilige Maagd Mariakerk is de katholieke kerk van Willemstad. Ze bevindt zich aan Landpoortstraat 34. De uit 1875 stammende kerk werd ontworpen door P.J. Soffers.

## Geschiedenis
Toen in 1565 werd begonnen met de bouw van het dorp Ruigenhil, het latere Willemstad, in de zojuist ingedijkte Polder Ruigenhil, was er nog geen kerk. Pas in 1566 kwam er een parochie en een vaste priester. De parochie was aan de Heilige Maagd Maria gewijd. In 1567 werd de begraafplaats ingewijd. De Missen werden echter voorlopig nog in een kamer van een huis opgedragen. Tot de bouw van een kerk kwam het echter niet, want de Tachtigjarige Oorlog brak uit en in 1572 werd de pastoor verjaagd door de Geuzen. De Geuzen werden weliswaar spoedig door de Spanjaarden verdreven, maar ze kwamen in 1574 terug, en nu voorgoed.
De protestantse godsdienst werd vervolgens onder de bevolking verspreid, en slechts enkele katholieke gezinnen bleven over, en deze kerkten in Standdaarbuiten.
Pas in 1796 was het weer mogelijk om parochies op te richten. Zulks geschiedde te Fijnaart, en Willemstad ging daar deel van uitmaken. In 1818 werd getracht een kerk te stichten, maar de weinige katholieken konden er het geld niet voor opbrengen. Pas in 1832 werden weer Missen in een woning aan de Landpoortstraat opgedragen en in 1834 werd achter deze woning een kerkschuur opgericht. Deze was in 1872 in slechte staat geraakt. Nu werd op de plaats van de woning door P.J. Soffers een pastorie gebouwd en ook werd er in het bisdom Breda gecollecteerd voor een nieuwe kerk. In 1874 begon de bouw ervan en in 1875 werd deze ingewijd.
Bij geallieerde beschietingen van 30 oktober tot 6 november 1944 raakten kerk en toren beschadigd. In 1950 werd de herstelde kerk opnieuw in gebruik genomen.
Voordat de kerk in mei 2013 aan de eredienst werd onttrokken, maakte ze deel uit van de veel grotere Immanuëlparochie, die negen voormalige parochies omvatte in gemeente Moerdijk.